# Sericopimpla australis
Sericopimpla australis là một loài tò vò trong họ Ichneumonidae.